# Fatback Band
Die Fatback Band, ab 1977 nur Fatback, ist eine amerikanische Funk- und Disco-Band. Ihr Ende Juli 1979 erschienener Titel King Tim III (Personality Jock) gilt als erster Rapsong, der auf einer Platte veröffentlicht wurde.

## Hintergrund
Die Fatback Band wurde 1970 in New York City nach einem Konzept von Bill Curtis gegründet. Curtis, ein erfahrener Schlagzeuger, wollte dabei die „fatback jazz beats“ aus New Orleans in einer Funkband zusammenführen. Fatback sieht sich selbst als eine der letzten Tanz- und Unterhaltungsbands und meint:

“Before DJ's existed, it was them [the bands] who were making people dance…”

„Bevor es DJs gab, waren sie es [die Bands], die die Leute zum Tanzen brachten…“

## Diskografie

### Alben
| Jahr | Titel                     | Höchstplatzierung, Gesamtwochen, AuszeichnungChartplatzierungen (Jahr, Titel, Platzierungen, Wochen, Auszeichnungen, Anmerkungen) | Höchstplatzierung, Gesamtwochen, AuszeichnungChartplatzierungen (Jahr, Titel, Platzierungen, Wochen, Auszeichnungen, Anmerkungen) | Höchstplatzierung, Gesamtwochen, AuszeichnungChartplatzierungen (Jahr, Titel, Platzierungen, Wochen, Auszeichnungen, Anmerkungen) | Anmerkungen |
| Jahr | Titel                     | UK | US | R&B | Anmerkungen |
| ---- | ------------------------- | --- | --- | --- | ----------- |
| 1975 | Raising Hell              | UK19 (6 Wo.)UK | US158 (8 Wo.)US | R&B37 (15 Wo.)R&B |             |
| 1976 | Night Fever               | — | US182 (5 Wo.)US | R&B31 (8 Wo.)R&B |             |
| 1977 | NYCNYUSA                  | — | — | R&B54 (2 Wo.)R&B |             |
| 1978 | Fired Up ’N’ Kickin       | — | US73 (12 Wo.)US | R&B17 (20 Wo.)R&B |             |
| 1979 | Brite Lites/Big City      | — | — | R&B57 (5 Wo.)R&B |             |
| 1979 | Fatback XII               | — | US89 (12 Wo.)US | R&B16 (21 Wo.)R&B |             |
| 1980 | Hot Box                   | — | US44 Gold · (27 Wo.)US | R&B7 (31 Wo.)R&B |             |
| 1980 | 14 Karat                  | — | US91 (7 Wo.)US | R&B16 (15 Wo.)R&B |             |
| 1981 | Tasty Jam                 | — | US102 (8 Wo.)US | R&B17 (12 Wo.)R&B |             |
| 1981 | Gigolo                    | — | US148 (4 Wo.)US | R&B68 (2 Wo.)R&B |             |
| 1982 | On the Floor with Fatback | — | — | R&B28 (13 Wo.)R&B |             |
| 1983 | Is This the Future        | — | — | R&B27 (21 Wo.)R&B |             |
| 1984 | With Love                 | — | — | R&B64 (4 Wo.)R&B |             |
| 1984 | Phoenix                   | — | — | R&B67 (3 Wo.)R&B |             |
| 1987 | Live                      | UK80 (1 Wo.)UK | — | — |             |

Weitere Alben
- 1972: Let’s Do It Again
- 1973: People Music
- 1974: Feel My Soul
- 1974: Keep On Steppin
- 1975: Yum Yum
- 1977: Man with the Band
- 1985: So Delicious
- 1988: Tonight’s an All-Nite Party
- 2003: Remixed

### Singles
| Jahr | Titel Album                                       | Höchstplatzierung, Gesamtwochen, AuszeichnungChartplatzierungen (Jahr, Titel, Album, Platzierungen, Wochen, Auszeichnungen, Anmerkungen) | Höchstplatzierung, Gesamtwochen, AuszeichnungChartplatzierungen (Jahr, Titel, Album, Platzierungen, Wochen, Auszeichnungen, Anmerkungen) | Höchstplatzierung, Gesamtwochen, AuszeichnungChartplatzierungen (Jahr, Titel, Album, Platzierungen, Wochen, Auszeichnungen, Anmerkungen) | Anmerkungen                                |
| Jahr | Titel Album                                       | UK | R&B | Dance | Anmerkungen                                |
| ---- | ------------------------------------------------- | --- | --- | --- | ------------------------------------------ |
| 1973 | Soul March People Music                           | — | R&B69 (7 Wo.)R&B | — | Erstveröffentlichung: 3. Februar 1973      |
| 1973 | Street Dance Let’s Do It Again                    | — | R&B26 (9 Wo.)R&B | — | Erstveröffentlichung: 26. Mai 1973         |
| 1973 | Njia (Nija) Walk People Music                     | — | R&B56 (11 Wo.)R&B | — | Erstveröffentlichung: 22. September 1973   |
| 1974 | Keep On Steppin’                                  | — | R&B50 (9 Wo.)R&B | — | Erstveröffentlichung: 17. September 1974   |
| 1974 | Wicki Wacky Keep On Steppin’                      | — | R&B94 (4 Wo.)R&B | — | Erstveröffentlichung: 23. November 1974    |
| 1975 | Yum Yum (Gimme Some) Yum Yum                      | UK40 (6 Wo.)UK | R&B80 (5 Wo.)R&B | — | Erstveröffentlichung: 30. Juli 1975        |
| 1975 | (Are You Ready) Do the Bus Stop Raising Hell      | UK18 (10 Wo.)UK | R&B37 (13 Wo.)R&B | — | Erstveröffentlichung: 28. November 1975    |
| 1976 | (Do The) Spanish Hustle Raising Hell              | UK10 (7 Wo.)UK | R&B12 (12 Wo.)R&B | — | Erstveröffentlichung: 20. Februar 1976     |
| 1976 | Party Time Raising Hell                           | UK41 (4 Wo.)UK | R&B84 (5 Wo.)R&B | — | Erstveröffentlichung: 7. Mai 1976          |
| 1976 | Night Fever                                       | UK38 (4 Wo.)UK | — | Dance28 (3 Wo.)Dance | Erstveröffentlichung: 30. Juli 1976        |
| 1976 | The Booty Night Fever                             | — | R&B32 (11 Wo.)R&B | — | Erstveröffentlichung: 6. Oktober 1976      |
| 1977 | Double Dutch NYCNYUSA                             | UK31 (4 Wo.)UK | R&B52 (13 Wo.)R&B | — | Erstveröffentlichung: 23. Februar 1977     |
| 1977 | Master Booty Man with the Band                    | — | R&B88 (8 Wo.)R&B | Dance27 (2 Wo.)Dance | Erstveröffentlichung: 25. November 1977    |
| 1978 | I Like Girls Fired Up ’N’ Kickin                  | — | R&B9 (24 Wo.)R&B | — | Erstveröffentlichung: 2. Mai 1978          |
| 1979 | Freak the Freak Funk (Rock) Brite Lites, Big City | — | R&B36 (11 Wo.)R&B | — |                                            |
| 1979 | King Tim III (Personality Jock) Fatback XII       | — | R&B26 (11 Wo.)R&B | Dance62 (4 Wo.)Dance |                                            |
| 1979 | You’re My Candy Sweet Fatback XII                 | — | R&B67 (4 Wo.)R&B | — |                                            |
| 1980 | Gotta Get Some Hands on Some (Money) Hot Box      | — | R&B6 (20 Wo.)R&B | — |                                            |
| 1980 | Love in Perfect Harmony –                         | — | R&B59 (6 Wo.)R&B | — |                                            |
| 1980 | Backstrokin’ Hot Box                              | UK41 (9 Wo.)UK | R&B3 (15 Wo.)R&B | Dance53 (15 Wo.)Dance |                                            |
| 1980 | Let’s Do It Again 14 Karat                        | — | R&B55 (9 Wo.)R&B | — |                                            |
| 1981 | Angel 14 Karat                                    | — | R&B67 (6 Wo.)R&B | — |                                            |
| 1981 | Kool Whip Tasty Jam                               | — | R&B64 (6 Wo.)R&B | — |                                            |
| 1981 | Take It Anyway You Want It Tasty Jam              | — | R&B19 (14 Wo.)R&B | — |                                            |
| 1981 | Rockin’ to the Beat Gigolo                        | — | R&B50 (10 Wo.)R&B | — |                                            |
| 1982 | On the Floor On The Floor With Fatback            | — | R&B36 (11 Wo.)R&B | — |                                            |
| 1982 | She’s My Shining Star On The Floor With Fatback   | — | R&B76 (5 Wo.)R&B | — |                                            |
| 1983 | Is This the Future?                               | — | R&B43 (9 Wo.)R&B | — | Charteinstieg in UK erst 1985              |
| 1983 | The Girl is Fine (So Fine) Is This the Future?    | UK77 (3 Wo.)UK | R&B28 (14 Wo.)R&B | Dance47 (9 Wo.)Dance |                                            |
| 1984 | Call Out My Name Phoenix                          | — | R&B70 (7 Wo.)R&B | — |                                            |
| 1984 | Spread Love –                                     | — | R&B88 (3 Wo.)R&B | Dance32 (9 Wo.)Dance |                                            |
| 1984 | I Found Lovin’ With Love                          | UK7 Silber · (61 Wo.)UK | — | — | Höchstplatzierung nach Wiedereinstieg 1987 |
| 1985 | Girls on My Mind So Delicious                     | UK69 (3 Wo.)UK | R&B79 (4 Wo.)R&B | — |                                            |
| 1985 | Lover Undercover So Delicious                     | UK86 (2 Wo.)UK | — | — |                                            |
| 1987 | Rhythm of the Night Tonight’s an All-Nite Party   | UK94 (2 Wo.)UK | — | — |                                            |
| 1987 | Sunshine Lady –                                   | UK96 (1 Wo.)UK | — | — |                                            |
| 1988 | All Nite Party Tonight’s an All-Nite Party        | UK90 (1 Wo.)UK | — | — |                                            |

grau schraffiert: keine Chartdaten aus diesem Jahr verfügbar
Weitere Singles
- 1975: (Hey I) Feel Real Good (Part One)
- 1980: (To Be) Without Your Love
- 2005: The Legendary Fatback Band-Second Generation